# Llac Tanganyika
El llac Tanganyika és un dels Grans Llacs d'Àfrica localitzat a la zona centre-oriental del continent africà. És a 773 metres per sobre del nivell del mar, i té una profunditat màxima de poc menys de 1.470 metres, la qual cosa el situa com a segon llac més profund del món i el segon més gran en superfície de l'Àfrica, amb 18.900 km³, després del llac Victòria. Té una forma estreta i allargada que fa que s'estengui de nord a sud i que sigui navegable. Forma part d'una frontera entre diversos països, com Zàmbia, la República Democràtica del Congo, Tanzània i Burundi.

Al mig-esquerra: Llac Tanganyka, envers Tanzània

És considerat un dels llacs més rics en biodiversitat amb més de 1.500 espècies identificades, un fet que va animar el 2003 als estats fronterers de Burundi, Tanzània, Zàmbia i la República Democràtica del Congo a adoptar a Dar es Salaam la Convenció per a la Gestió Sostenible del llac Tanganyika.
El llac pren el seu nom del territori de Tanganyika, que en suahili vol dir «el que hi ha darrere» (nyika) «de Tanga» (una ciutat costanera, davant de l'arxipèlag de Zanzíbar).

## Geografia
El llac Tanganyika té una superfície de 32.900 km², aproximadament la mateixa mida que Bèlgica, i s'estén al llarg de 673 km. A l'est hi ha Tanzània, i la República Democràtica del Congo a l'oest; el seu extrem nord-est limita amb Burundi, i al sud amb Zàmbia. A l'oest, a la part congolesa, s'eleva la cadena de muntanyes volcàniques de Mitumba. Està situat a la zona oest de la Gran Vall del Rift.
La seva costa abasta uns 1.828 km i la seva profunditat mitjana és de 570 m, essent el punt de màxima fondària de 1.470 m (a la conca nord), i s'estima que té uns 18.900 quilòmetres cúbics d'aigua, el que representa la segona reserva d'aigua dolça més important del planeta després del llac Baikal. La temperatura a la seva superfície és de 25 °C de mitjana, i curiosament, manté una temperatura molt uniforme en tota la massa d'aigua: les regions més profundes tenen tan sols 3 °C menys de temperatura que els valors de superfície. La raó d'aquest estrany fet encara no s'ha descobert. L'aigua té un pH que es mou al voltant de 8,4. La profunditat i la ubicació del llac, que és tropical, impedeix la renovació total de la seva massa d'aigua, que s'anomena aigua fossilitzada, i la majoria de les aigües profundes són anòxiques.
El llac Tanganyika forma part de la conca del riu Congo. Al llac vessa les seves aigües el seu afluent emissari, el riu Lukuga. Fins al 1878, el riu arribava al llac, però els moviments tectònics, i especialment l'augment del nivell d'aigua, han invertit la direcció que ara és cap al riu Lualaba i el riu Congo.
La conca hidrogràfica del llac Tanganyika té una superfície d'uns 231.000 km². Els principals rius que alimenten el llac i formen part de la conca són el Malagarazi, el Rusizi, l'Ifume, el Lufubu i el Lunangwa, que aboquen uns 24 km³ de cabal a l'any; la pluja, poden arribar a abocar uns 41 km³ l'any. El Malagarazi és més antic que el mateix llac i representa la prolongació del riu Congo.

## Geologia

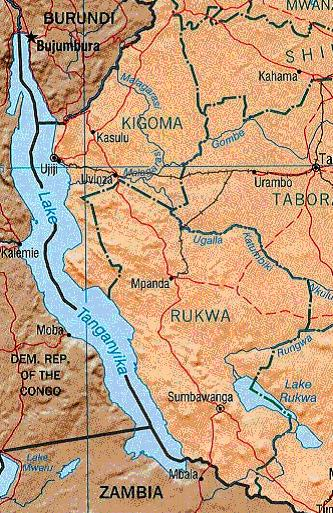
Llac Tanganyika (de la col·lecció de mapes de la Biblioteca Perry-Castañeda, de la Universitat de Texas, a Austin

El llac Tanganyika està situat a la gran fractura geològica de la Gran Vall del Rift, a l'est d'Àfrica. Conté 6.000 metres de sediments lacustres que queden acumulats al fons del llac.

### Tectònica i geotèrmia
La situació del llac és un lloc d'una gran activitat tectònica tenint en compte, a més a més, la profunditat total de la falla en aquest lloc, que s'eleva al voltant d'uns 7.000 metres de nivell d'aigua a la part inferior del sediment. El procés de sedimentació que s'ha produït durant milions d'anys ha creat un enorme massa d'interès econòmic, i s'han descobert jaciments de petroli que és explotat pel Congo.
L'activitat geotèrmica és present a la part nord, a la part congolesa, a la península d'Ubwari, al cap Banzo, i a la regió de Kalundu Pemba. S'observen orificis per on s'allibera aigua carregada de minerals que surt a una temperatura de 180 °C; es troben a profunditats que van des de 5 als 40 metres. L'activitat també mostra la presència de gas en certes zones de les costes rocoses a Pemba, en forma de cadenes de bosses més o menys fines i regulars.
El 5 de desembre de 2005, un violent terratrèmol que assolí una magnitud de 7,5 en l'escala de Richter, va causar danys i algunes víctimes al Congo. El seu epicentre es va localitzar sota el mateix llac, a una profunditat de 10 quilòmetres.

## Hidrologia

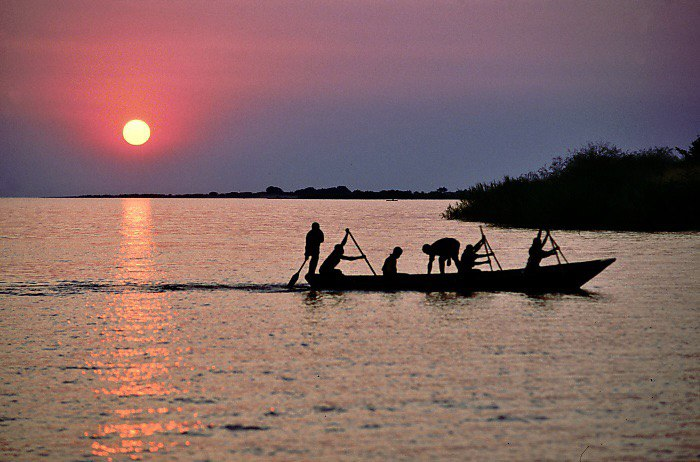
Escena de pesca al llac Tanganyika

El llac és conegut per l'excepcional claredat de les seves aigües, la qual cosa permet la visibilitat fins a 25 metres. L'aigua del llac Tanganyika és de gran riquesa mineral, i els seus paràmetres són molt específics. La seva conductivitat és d'uns 609-620 mS, el pH és de 9,5 en la superfície i de 8,6 a -1300 metres.
El TAC és 12-19, d'escàs valor en termes de proporcions de sals. Així, les principals sals (els valors són en mil·ligrams per litre):
- Carbonat de sodi. Na₂CO₃ = 125 (anhidre)
- Clorur de potassi. KCl = 59
- Nitrat de potassi. KNO₃ = 0,5
- Carbonat de liti. Li₂CO₃ = 4
- Carbonat de calci. CaCO₃ = 30
- Carbonat de magnesi. MgCO₃ = 144
- Sulfat d'alumini. Al₂(SO₄)₃18H₂O = 5
- Sulfat de potassi. K₂SO₄ = 4
- Sulfat de sodi. Na₂SO₄ = 1
- Clorur fèrric. FeCl₃6H₂O = 0,5
- Fosfat sòdic. Na₃PO₄H₂O = 0,4
- Silicat de sodi. Na₂SiO₃ = 13/5

Més enllà dels dos-cents metres de profunditat, la vida per a la major part dels organismes és impossible; absència d'oxigen i presència del sulfur d'hidrogen, que són les condicions per a la presència de bacteris anaerobis (sulfat reductores).
Els vents predominants durant l'estiu austral, que són vents del sud-est, causen una pujada a la superfície d'aquestes aigües anòxiques. Els peixos i altres organismes no tenen una altra opció que fugir o morir.

### Exploració hidrobiològica
Durant els anys 1946 i 1947, el Doctor Max Poll va organitzar una expedició al llac, i especialment per a aquest propòsit es va llogar el vaixell Baron Dhanis. El seu objectiu era recollir tantes dades com fos possible. Va realitzar sondejos i estudis batimètrics del fons del llac. Pesques per mitjà de xarxes d'arrossegament, del cèrcols i per mitjà de xarxes s'organitzen durant el dia i la nit per recollir els peixos. Van realitzar també anàlisis de les fluctuacions del nivell de l'aigua, les variacions de temperatura, la química del llac (canvis en la mineralització, pH, conductivitat elèctrica), el fito i zooplàncton), macròcits, invertebrats, insectes aquàtics, amfibis i rèptils: en resum, una enorme quantitat de dades. I les mostres es classifiquen i descriuen en cada cas.
Gran part dels coneixements actuals sobre el llac Tanganyika és gràcies a les dades obtingudes durant el treball titànic que van realitzar el Dr. Max Poll i la resta de l'expedició. Després de la classificació que es va realitzar in-situ, la recollida dels cichlidae preservats per a un estudi sistemàtic a Bèlgica (Museu Reial de l'Àfrica Central a Tervuren), estava integrat per al voltant de 27.000 exemplars.
Quatre volums i fulletons nous són publicats després de l'expedició; són els següents:
- E. Leloup: Invertebrats, Bivalves, Gastròpodes, Meduses.
- A. Capart: Sondatges i mapes batimètrics, El medi geogràfic i geofísic, els crustacis, decàpodes, crancs.
- J. Kufferath: El medi bioquímic.
- L. Van Meel: El medi vegetal, el fitoplàncton.
- S Prudhoue: Trematoda, Gestoda i Acanthocephala.
- P. Basilewski: Coleoptera, Carabidae.
- A. W. Lacourt: Bryozoaires.
- K. Lindberg: Ciclípodes (crustacis, copèpodes).
- G. F. de Witte: Amfibis i rèptils.
- V. Lallemand: Hemípeters, Homòpters.
- H. Synave: Hemyptera, Homoptera.
- A. Janssens: Coleòpters, Lamellicorna.
- R. D. Wood: Characeae.
- C. Vanden Berghen: Hepaticae.
- F. Demaret: Pteridophyta.
- A. Lawalree: Compositae, Leeaceae, Lemnaceae i Vitaceae.

## Flora i fauna

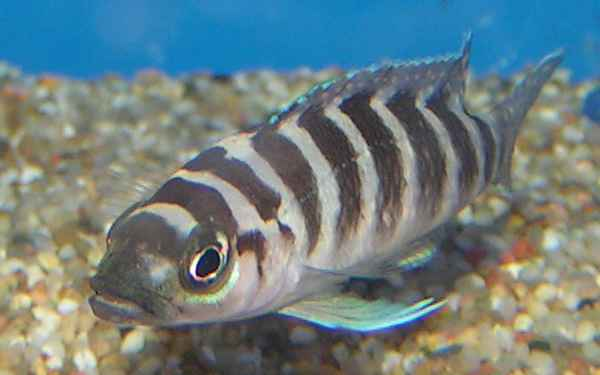
Neolamprologus cylindricus una de les nombroses espècies de cíclids del llac

El llac Tanganyika és conegut pel gran nombre d'espècies endèmiques. Hi ha unes 250 espècies de peixos de la família dels cíclids (Neolamprologus, Paleolamprologus, Altolamprologus, Xenotilapia, Julidochromis, Telmatochromis, Tropheus, Petrochromis i més de vint altres gèneres) i 150 espècies d'altres famílies (Stolothrissa, Limnothrissa, Lamprichthys), la majoria dels quals viuen al llarg de la costa a uns 180 metres de profunditat. Gran part de la biomassa es troba a la zona pelàgica i està dominat per sis espècies: dues espècies de sardines del Tanganyika, i quatre espècies del gènere Lates. Gairebé totes les espècies de cíclids són endèmiques i algunes d'elles són populars com a peixos d'aquari.
La cobra d'aigua (Boulengerina annulata stormsi) també és una espècie endèmica; és un rèptil adaptat a la vida subaquàtica, com les serps marines dels esculls de corall. L'última part del cos està comprimida lateralment per facilitar la natació. Els exemplars joves s'alimenten de Neolamprologus que viuen en les closques de Neothauma tanganicense, uns caragols endèmics del llac Tanganyika; els individus adults ataquen presses més grans.
Al llac es troben espècies de vertebrats superiors, com són un parell de cocodrils (Crocodylus niloticus i Crocodylus cataphractus), l'hipopòtam (Hippopotamus amphibius), i diverses aus pescadores de la família dels ardèids, àguiles, accipítrids, alcedínids, etc.

## Economia
Aproximadament, un milió de persones viuen al voltant del llac, i aquest és la font principal de peix per al consum i el comerç, i un mitjà vital per als transports i les comunicacions, essent un enllaç entre els països que el voregen.

### Indústria
La pesca que prové de la fauna del llac Tanganyika és la principal font de proteïnes de gran part dels habitants locals. En l'actualitat, aproximadament unes 45.000 persones treballen a les empreses pesqueres que operen des de 800 llocs, amb prop d'un milió de persones que depenen directament de la pesca. El peix que s'obté del llac és un producte d'exportació que es pot trobar en gairebé tots els països de l'Àfrica Occidental.
La pesca comercial va començar a mitjans dels anys 50 i ha tingut un important impacte en la població de determinades espècies. L'any 1995 es van capturar un total de 180.000 tones de peixos.
L'any 2000, concretament entre els mesos de març i juliol, la FAO, conjuntament amb l'AfDB i el FISHCODE va realitzar un projecte d'estudi a la regió del llac Tanganyika, que va incloure consultes tècniques efectuades des de la seu de la FAO a Roma, així com extensives visites de camp al mateix llac africà., amb l'objectiu d'avaluar l'estat del llac i els recursos, i proposar mesures per la conservació i explotació d'aquest.

### Transport
La ciutat portuària de Kigoma és el punt des d'on parteix el ferrocarril finS a Dar es Salaam, a Tanzània. De la ciutat portuària de Kalemie parteix la xarxa ferroviària cap a la República Democràtica del Congo.
Quant a l'aspecte naval, el MV Liemba, el que fou vaixell de guerra alemany reconvertit en ferri de passatges, arriba al port de Mpulungu, Zàmbia, cada divendres al matí i l'abandona a la tarda direcció a Kigoma, Tanzània, i Bujumbura, Burundi.
Mpulungu és l'únic port que té Zàmbia al llac. És la porta d'entrada cap al nord amb ferri i és un important punt per a les exportacions i importacions per mitjà de vaixell. Està ubicada en una badia natural a la riba del llac, protegida per una llarga illa uns centenars de metres endins.

## Història
Els primers occidentals que van descobrir el llac Tanganyika, varen ser els exploradors britànics Richard Burton i John Speke, el 13 de febrer de l'any 1858. Va arribar a la part septentrional del llac mentre buscaven les fonts del riu Nil. Speke va continuar i va trobar-ne l'actual font, el Llac Victòria. Posteriorment, Livingstone també va arribar al llac, provinent del sud, i en va explorar la part occidental. Prop del Tanganyika, concretament a la població d'Ujiji, es van trobar Livingstone i Stanley el 10 de novembre de 1871. Verney Lovett Cameron, enviat a buscar a Livingstone, també va explorar la part sud del llac ni va seguir el riu Lukunga. Va anotar el nom de "Liemba" per la part sud del llac, una paraula probablement de la llengua fipa, que el 1927 va ser triat com a nom per a un vaixell alemany capturat al llac i que ha estat en servei fins a l'actualitat.

### Primera Guerra Mundial
El llac va ser l'escenari de dues famoses batalles durant la Primera Guerra Mundial.
Amb l'ajuda del vaixell anomenat Graf von Götzen (el nom del graf (títol alemany equivalent a comte) Gustav Adolf Graf von Götzen, l'ex governador d'Àfrica Oriental Alemanya), els alemanys tenien el control complet del llac durant les primeres etapes de la guerra. La nau va ser utilitzada per transportar càrrega i personal a través del llac, i com a base per llançar atacs per sorpresa a les tropes aliades.
Per tant, es va convertir en essencial per a les forces aliades aconseguir el control del mateix llac. Sota el comandament de Geoffrey Spicer-Simson de la Royal Navy, es va aconseguir la monumental tasca de transportar dues embarcacions armades de motor la Mimi i el Toutou des d'Anglaterra fins al llac per ferrocarril, carretera i riu a Kalemie a la riba occidental del llac Tanganyika. Els dos vaixells van esperar fins al desembre de 1915, i van perpetrar un atac per sorpresa als alemanys, amb la captura del canoner Kingani. Un altre vaixell alemany, el Hedwig, va ser enfonsat el febrer de 1916, deixant el Götzen com a l'únic vaixell alemany restant per a controlar el llac.
Com a resultat de la seva posició de major fortalesa en el llac, els aliats van començar a avançar cap a Kigoma per terra, i els belgues van establir una base aèria a la costa occidental d'Albertville. Va ser a partir d'allí, el juny de 1916, que van llançar un bombardeig sobre posicions alemanyes al voltant de Kigoma, i dins la mateixa ciutat. No és clar si el Götzen va ser atacat (els belgues van afirmar haver aconseguit tocar-lo, però els alemanys ho va negar), però la moral alemanya es va veure molt afectada i el vaixell va ser desposseït del seu armament, posteriorment, ja que es necessitava en un altre punt.
La guerra al llac havia arribat a un punt mort en aquesta etapa, amb les dues parts negades a organitzar atacs. Tanmateix, la guerra a terra va anar progressant, en gran part gràcies a l'avantatge dels aliats, que van tallar la connexió ferroviària el juliol de 1916 i van amenaçar d'aïllar Kigoma completament. Això va portar al comandant alemany, Gustav Zimmer, a abandonar la ciutat i marxar cap al sud. Per tal d'evitar que el seu preuat vaixell caigués en mans dels Aliats, Zimmer va enfonsar el vaixell el 26 de juliol de 1916. Més tard seria reflotat i van canviar-ne el nom per MV Liemba (vegeu Transport).

### Che Guevara
El 1965, el revolucionari argentí Che Guevara va utilitzar la riba oest del llac Tanganyika com a camp d'entrenament de les forces guerrilleres al Congo. Des d'aquest camp situat al poblat muntanyós de Fizi, el Che i les seves forces van intentar derrocar el govern, però es va acabar en menys d'un any, ja que la National Security Agency (NSA) els havia estat vigilant durant tot el temps des d'un vaixell de la marina nord-americana situada a l'oceà Índic, i amb l'ajuda de les forces del govern van emboscar els seus guerrillers.

### Història recent
El 1992 el llac Tanganyika va aparèixer al documental Pole to Pole. El documentalista Michael Palin va anar a bord del MV Liemba i va creuar el llac.
Des del 2004 que el llac ha sigut centre d'atenció d'una iniciativa massiva de Water and Nature per part de la Unió Internacional per a la Conservació de la Natura (UICN). El projecte durara cinc anys amb un cost total de 27 milions de dòlars. La iniciativa intenta controlar els recursos i l'estat del llac, establir criteris comuns per un nivell acceptable de sediments, pol·lució i qualitat de l'aigua en general.

## Ecologia
El llac Tanganyika s'està veient afectat per l'escalfament global; observacions directes durant els últims 90 anys han descobert que la temperatura del llac s'ha incrementat de forma substancial. I a la vegada, s'ha observat una important caiguda de la producció primària del llac, impactant de forma evident en la població de sardina, un dels principals elements de la pesca i, per tant, de l'economia i l'alimentació de les zones col·lindants.
El llac també s'està veient afectat per la pol·lució urbana, incloent-hi les deposicions provinents dels vaixels, i l'exploració de petroli i minerals també l'afecta. A més, cal introduir mesures per a la gestió de la pesca de peixos ornamentals.
Altres problemes que l'estan afectant són: deposicions atmosfèriques, erosió, espècies invasives, contaminació (per exemple, per pesticides).

### Lake Tanganyika Biodiversity Project
El Lake Tanganyika Biodiversity Project (LTBP) és una entitat creada amb el següent objectiu:
| « | ajudar els estats riberencs a produir un sistema eficaç i sostenible per a la gestió i conservació de la biodiversitat del llac Tanganyika en el futur. | » |
| — | |   |

És un projecte de cinc anys que està essent executat per institucions dels països costaners (Burundi, República Democràtica del Congo, Tanzània i Zàmbia) amb l'assessorament per part d'organismes internacionals. Amb la participació de les comunitats locals l'estratègia que mantí és la d'aconseguir avançar tant en temes de conservació del llac i el seu entorn, com en aspectes de desenvolupament, per mirar de protegir la forma de vida i els recursos de la població local.
El projecte el divideixen en els següents programes:
- Biodiversitat,[18] que aporta la base per altres estudis tècnics. Té els objectius de:
  - revisar els nivells actuals de biodiversitat del llac
  - identificar la distribució dels majors hàbitats
  - desenvolupar un programa de monitoratge
- Educació ambiental[19]
- Pràctiques de pesca[20]
- Sistemes d'informació geogràfica[21]
- Pol·lució[22]
- Sedimentació[23]
- Socioeconòmics[24]
- Entrenament[25]

### Sumbu National Park
A la riba sud el llac Tanganyika hi trobem el Sumbu National Park, un parc nacional que cobreix una àrea d'uns 2.000 quilòmetres quadrats, incloent-hi uns 100 quilòmetres d'algunes de les platges més prístines d'aquest gran llac. La seva extensió inclou platges de sorra, penya-segats verticals, coves i badies naturals als escarpats turons i profundes valls de l'interior. El riu Lufubu hi desemboca a través d'una vall flanquejada per talussos de 300 metres per cada costat.

## Curiositats
El retrobament entre el periodista americà Stanley i el geògraf Livingstone, que va tenir lloc a Ujiji, a la riba del llac, va significar el naixement de la famosa frase de Stanley: 
| «         | Dr. Livingstone, I presume (trad. Dr. Livingston, suposo | » |
| — Stanley |                                                          |   |

Hi ha hagut avistasments del famós cocodril menja-humans Gustave. Gustave és un cocodril del Nil gegant que viu a Burundi. Amb una longitud de com a mínim 6 metres i un pes aproximat d'una tona, és el cocodril més gran vist mai a l'Àfrica. És un devorador d'homes famós, de qui corre el rumor que ha matat unes 300 víctimes des de la riba del riu Ruzizi i la riba nord del llac Tanganyika. En canvi, Patrice Faye, un caçador i naturalista autodidacta francès, resident a Burundi que l'ha seguit durant els últims 20 anys fa una estimació de 60 víctimes, que tot i així, el convertiria en un cas fora de comú. En qualsevol cas, Gustave ha aconseguit un estatus gairebé mític i és temut per la gent de la regió.